# Liabøen
Liabøen (eller Liabø) är en tätort i Heims kommun i Trøndelag fylke i Norge. Orten ligger vid Europaväg 39 och utgjorde tidigare centralort i dåvarande Halsa kommun i Møre og Romsdal fylke.